# Doryodes acutaria
Doryodes acutaria là một loài bướm đêm trong họ Erebidae.